# Fonti storiche non cristiane su Gesù

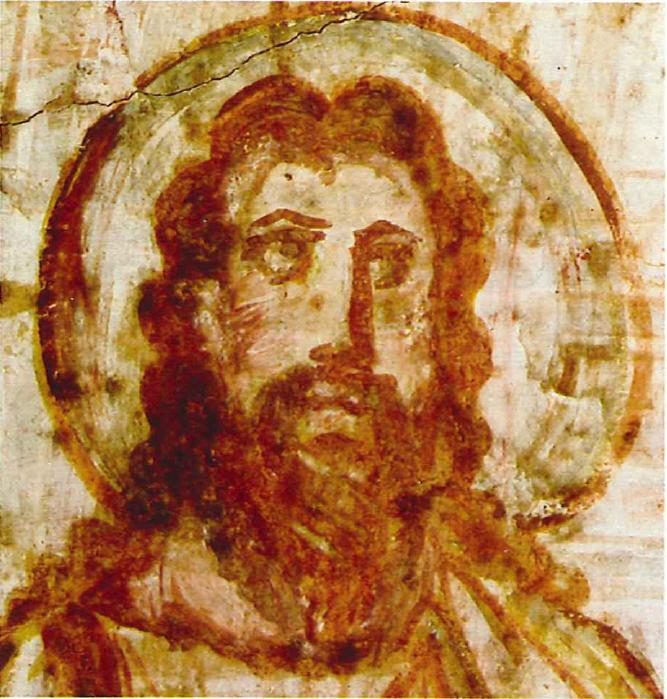
Ritratto di Gesù, fine del IV-inizio del V secolo, catacombe di Commodilla, Roma.

I testi di autori non cristiani su Gesù sono parte delle fonti utilizzate nella ricerca sulla storicità di Gesù: si tratta di testi di autori greci, romani ed ebrei in gran parte risalenti al II secolo.
Le fonti antiche non cristiane sono in generale meno numerose e dettagliate dei testi cristiani su Gesù, ma consentono al tempo stesso di attingere a risorse indipendenti e di documentare l'atteggiamento dei contemporanei verso la vita di Gesù.

## Testi di origine ebraica

### Giuseppe Flavio,Antichità giudaiche

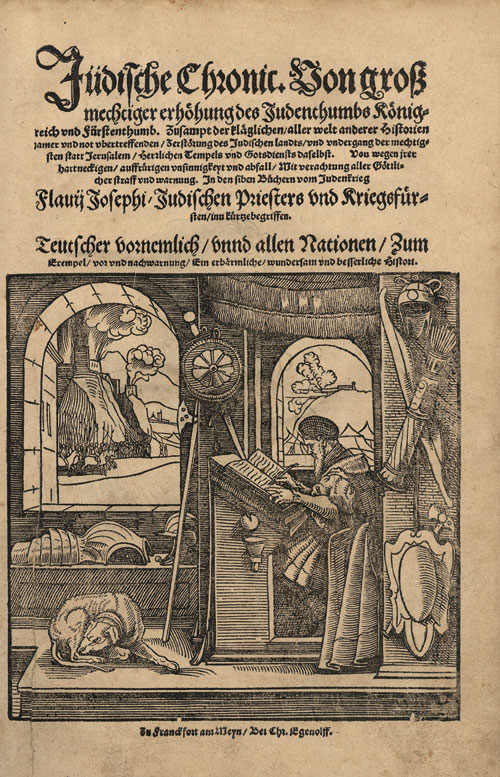
Edizione del 1552 delle Antichità Giudaiche

Riferimenti a Gesù sono presenti in alcuni passi delle Antichità giudaiche, un'opera scritta dallo storico ebreo Giuseppe Flavio (c.37 - c.100) nel 93 e dedicata alla storia del popolo ebraico dalle origini fino al 66. Nel testo tramandato ci sono tre riferimenti a Gesù e ai cristiani: il primo riguarda la morte di Giovanni Battista (XVIII, 116-119); il secondo la morte di Giacomo il Giusto, che Flavio Giuseppe qualifica come «fratello di Gesù chiamato il Cristo» (XX, 200); il terzo, il più noto, è conosciuto come Testimonium Flavianum (XVIII, 63-64).
In particolare il secondo brano recita:
(Flavio Giuseppe, Antichità giudaiche, XX, 200)
Il testo, che contiene alcune informazioni sintetiche su Gesù (il nome, il titolo con cui era conosciuto, il nome e la sorte di un suo fratello), si presenta come genuino e non pone particolari problemi agli storici. Più complessa è invece la valutazione del terzo brano, noto appunto come Testimonium Flavianum, che afferma:
(Giuseppe Flavio, Antichità giudaiche, XVIII, 63-64. In corsivo i principali passi che potrebbero essere stati aggiunti successivamente al testo originale)
Su questo terzo passo, il Testimonium Flavianum, il giudizio degli studiosi è da tempo molto vario. La maggior parte degli studiosi ritiene che il testo sia stato rielaborato da copisti medioevali inserendo alcune note, in particolare sulla natura divina di Gesù e sulla sua risurrezione, in modo da allineare il contenuto con l'insegnamento della Chiesa; questo testo non viene, infatti, citato da alcun padre della Chiesa fino ad Eusebio di Cesarea nel IV secolo. Alcuni studiosi lo ritengono comunque integralmente autentico o al contrario interamente oggetto di interpolazione. Nei primi anni settanta però, grazie agli studi del filologo ebreo Shlomo Pines, professore all'Università di Gerusalemme, è stata trovata quella che sembrerebbe essere la forma originaria del Testimonium Flavianum, una forma diversa, contestualizzata all'interno della Storia Universale di Agapio di Ierapoli, un vescovo e storico di lingua araba vissuto nel X secolo:
(Traduzione di Shlomo Pines, citata da J.D. Crossan.)
Tale citazione del Testimonium, non edulcorata e non interpolata, evidenzia come Giuseppe Flavio, senza entrare nel merito della divinità di Gesù, ne parli come personaggio storico realmente esistito.

### Il Talmud di Babilonia

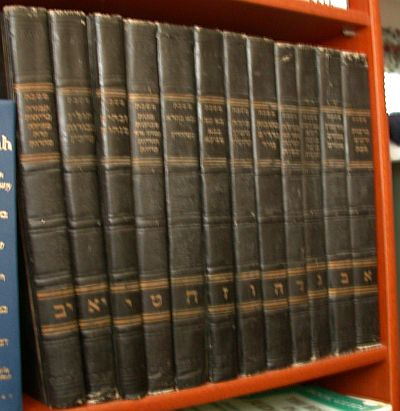
Moderni volumi del Talmud di Babilonia

Il Talmud babilonese, testo ebraico che raccoglie tradizioni molto antiche e messo per iscritto nel V-VI secolo, contiene un riferimento a Gesù, nel quale si dice che egli fu giustiziato alla vigilia di Pasqua perché "praticava la stregoneria". Questo sembrerebbe confermare che Gesù abbia compiuto dei prodigi, che i suoi avversari attribuivano all'opera del demonio.
Esistono peraltro scarsissimi documenti storici relativi all'era del Secondo Tempio: a parte i lavori di Giuseppe Flavio, il più antico testo del periodo, è da ricordare la Mishnah, che è comunque più un codice di leggi piuttosto che un registro di procedimenti giudiziari o un testo di storia generale.
Dai documenti giudaici del periodo, sia orali che scritti, venne compilato il Talmud, una collezione di dibattiti legali e di aneddoti che riempiono trenta volumi. In essi non vi è menzionato mai il nome Gesù (ebraico Yehoshuah): il riferimento più vicino è il nome Yeshu presente nel Talmud di Babilonia e riferito ad uno o più individui, oltre a designazioni indirette e tramite epiteti.
La descrizione di Yeshu non corrisponde comunque a quella cristiana di Gesù; inoltre si pensa che la parola sia piuttosto un acronimo di yemach shemo vezichro ("sia cancellato il suo nome e la sua memoria") che indica chi cerca di convertire i Giudei dal Giudaismo. Per giunta, il termine non compare nella versione di Gerusalemme del testo, che ci si aspetterebbe dovrebbe menzionare Gesù maggiormente rispetto alla versione di Babilonia. E', inoltre, da sottolineare come il Yeshu del Talmud avesse solo 5 discepoli - Matthai, Nakai, Nezer, Buni e Todah - i cui nomi peraltro non coincidono con i Dodici; in aggiunta, la testimonianza è di periodo tardo - almeno del IV secolo, riportando un insegnamento del rabbi Abbaye, che visse a quel tempo - e le tradizioni del cristianesimo erano già molto diffuse nel bacino del Mediterraneo, permettendo così di estrapolare tale citazione dalle stesse.
Occorre comunque tener conto che l'esiguità dei riferimenti a Gesù negli scritti talmudici potrebbe semplicemente essere dovuto al fatto che il Cristianesimo fosse ancora una realtà di minore importanza ai tempi in cui la maggior parte del Talmud è stato redatto, unito al fatto che il testo è stato concepito più per insegnare la legge che come manuale storico.

### Le Diciotto Benedizioni
In una delle redazioni pervenute delle Diciotto Benedizioni, testo liturgico ebraico, compare un riferimento ai cristiani (o "nazareni"):
La preghiera, chiamata Birkat Ha Minim, risale alla fine del I secolo (85-100, anche se si ritiene ci siano redazioni antecedenti, ma non è chiaro quando sia stato inserito il riferimento ai cristiani, visto che le altre redazioni del testo menzionano solo "gli eretici"; si ritiene comunque che fu un rabbi di poco successivo a Samuele il piccolo a redigere la versione che citava i cristiani, infatti già Giustino (oltre a Girolamo e Epifanio di Salamina) parla di preghiere ebraiche contro i cristiani. Si ritiene che la forma più arcaica della preghiera in questo senso sia quella ritrovata al Cairo nel 1898 dove a fianco al termine Minim (eretici) si trova anche il termine Notserim (Nazareni: riferito ai giudeo-cristiani)

### Sepher Toldos Jeschut
Con il nome di Sepher Toldos Jeschut (o anche Toledot Jeschu/Yeschu/Yesu) vengono indicate due opere letterarie sulla vita di Gesù. La prima (II secolo) è un'opera anonima della prima età imperiale romana scritta in ambito ebraico per contrastare il nascente cristianesimo. La seconda, pubblicata nel 1705, è basata sulla prima, che cita esplicitamente.

### L'avvertimento riportato da Giustino
Il filosofo cristiano Giustino (100-162/168), nel Dialogo col giudeo Trifone, riporta un avvertimento che sarebbe stato inviato dagli ebrei della Terra d'Israele a quelli della diaspora.
(Dialogo con Trifone, CVIII, 2)
In assenza di altre conferme documentarie non è possibile sapere se questo avvertimento sia mai stato dato per davvero o se esso, invece, fosse un artificio letterario con il quale Giustino fornisce la sua versione sull'opinione dei giudei del suo tempo a proposito di Cristo e dei cristiani.
Se Giustino è venerato da tutte le chiese cristiane come santo e martire, apologeta e Padre della Chiesa, è probabile che non condividesse questa opinione su "Cristo impostore", e che non avesse usato artifici letterari che potevano indurre in errore i lettori che erano parte di coloro che provava a convertire.

## Testi romani

### Tallo
Sesto Giulio Africano (160/170 – 240) riporta un passo dello storico romano (per altri greco) Tallo del I secolo (si ritiene del 52 se identificato con Tallo il Samaritano di Giuseppe Flavio), che è il primo che fa riferimento alla eclissi della crocifissione di Gesù: 
(Ed. K. Müller, Fragmenta Historicorum Graecorum, Parigi, 1841-1870, vol. III, 517-519, frammento 8)
Anche Flegonte di Tralles (circa 100-150), ripreso da Eusebio di Cesarea, riporta lo stesso passo affermando che l'episodio avvenne al quarto anno dell'olimpiade 202 (32-33) e durò 3 ore, ovvero dall'ora sesta alla nona.

### Corrispondenza tra Plinio il Giovane e l'imperatore Traiano
Circa nel 112, in una lettera tra l'imperatore Traiano e il governatore delle province del Ponto e della Bitinia Plinio il Giovane, viene fatto un riferimento ai cristiani. Plinio chiede all'imperatore come comportarsi verso i cristiani che rifiutano di adorare l'imperatore e pregano "Cristo" come dio.
(Plinio il giovane a Traiano imperatore, Lettere 10.96 – 97)
Il testo si limita a indicare Cristo come persona (venerata quasi deo), ma non fornisce ulteriori informazioni dirette su Gesù: Charles Guignebert ha quindi evidenziato come questo breve passaggio non fornisca, da solo, elementi utili a definire i contorni della sua figura storica. La lettera documenta piuttosto la diffusione delle prime comunità cristiane e l'atteggiamento dell'amministrazione romana nei loro confronti. Nella sua risposta a Plinio, che li considera colpevoli di una deplorevole superstitio, Traiano dispone che i Cristiani non debbano essere ricercati dalle autorità, ma possano essere perseguitati solo se denunciati da qualcuno, purché non anonimo, salvo che, sacrificando agli dei dell'impero, non rinneghino la loro fede.

### Svetonio inVita dei dodici Cesari
Lo storico Svetonio (70-122), nella sua opera dedicata alle Vite dei dodici Cesari (112), scrive di "Giudei, che, istigati da Cresto (sic) durante il regno di Claudio avevano provocato dei tumulti", e che perciò l'imperatore li aveva espulsi da Roma. Questo passo, comunque, testimonia la presenza di cristiani a Roma in epoca molto antica (Claudio morì nel 54), anche se l'utilizzo del termine Cristiani per indicare i seguaci di Gesù a Roma è probabilmente più tardo.
(Gaio Svetonio, Vite dei Cesari)
Chrestus viene generalmente interpretato come una distorsione del nome Christus ("Cristo") e quindi come un riferimento a Gesù. Il termine Chrestus appare infatti anche in testi successivi riferito a Gesù: un errore di scrittura è quindi plausibile, anche perché forse le due parole in greco antico venivano pronunciate in modo identico, il che può aver influito nella redazione del testo. Del resto a quel tempo i termini crestiani e cristiani venivano usati comunemente e con lo stesso significato, così come documentato, ad esempio, da Tertulliano.
Secondo alcuni studiosi la scelta delle parole nel passo di Svetonio sembra però implicare la presenza di Chrestus a Roma nell'anno 54 dopo Cristo: in questo caso l'identificazione con Gesù sarebbe molto improbabile. Chrestus era inoltre un nome comune tra gli schiavi a Roma, significava "buono" o "utile", ed il passo tratta di una rivolta di schiavi. L'interpretazione del passo è quindi, nel complesso, controversa. In realtà il passo parla di giudei e non di schiavi. Per i pagani, a quel tempo, non era affatto facile distinguere tra ebrei e seguaci di Gesù, che infatti venivano spesso confusi con gli ebrei anche per il fatto che la prima predicazione apostolica si svolgeva all'interno delle sinagoghe. Sicché è molto probabile che i tumulti cui si riferisce Svetonio siano stati causati dall'opposizione sinagogale alla predicazione apostolica di Paolo e Pietro e dei loro primi discepoli..
Oltre al passo citato, Svetonio nelle sue opere fa inoltre un riferimento ai cristiani nella sua Vita di Nerone:
(Vita Neronis XVI, 2)

### Cornelio Tacito negliAnnales

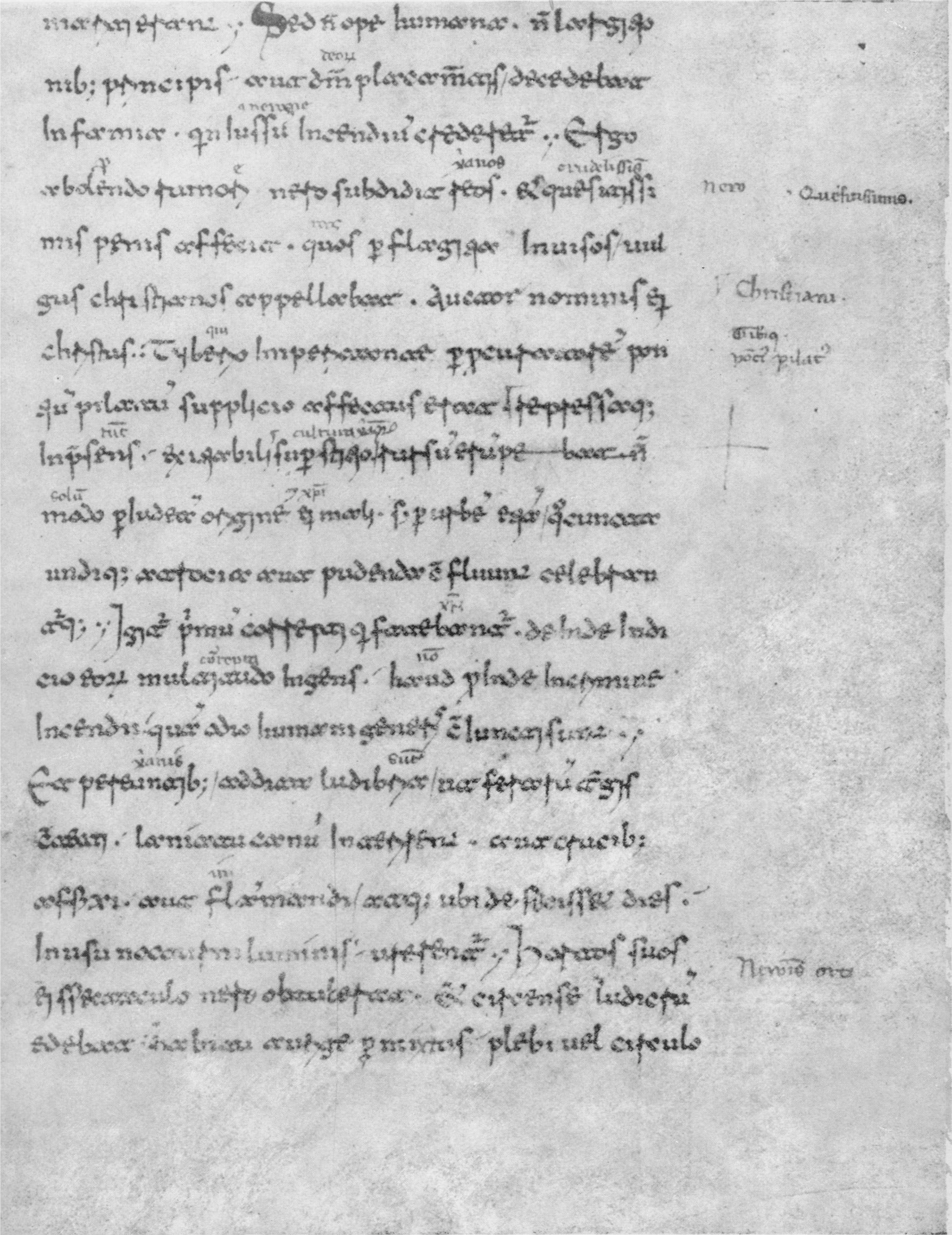
Dettaglio della pagina del codice laurenziano dell'XI secolo, contenente Tacito, Annales, XV, 44, 3-8 (Firenze, Biblioteca Medicea Laurenziana, Plut. 68.2, c. 38r, fragm.).

Il nome di Cristo viene citato dallo storico latino Tacito (56-123) nel quindicesimo libro degli Annali, quando narra della persecuzione dei cristiani ad opera di Nerone: egli afferma che i cristiani avevano avuto origine da Cristo, il quale era stato condannato a morte sotto Ponzio Pilato.
Tacito scrive due paragrafi che menzionano Cristo e i Cristiani nel 116.
Il primo afferma che alcuni cristiani erano presenti a Roma al tempo dell'imperatore Nerone (dal 54 al 68) e che egli, per evitare di essere accusato dell'incendio di Roma del 64 li incolpò:
(Tacito, Annales, XV, 44, 4; traduzione di Azelia Arici)
Il secondo che la fede cristiana si era diffusa a Roma e in Giudea e che 'Cristo' fu messo a morte dal 'procuratore Ponzio Pilato'.
(Tacito, Annales, XV, 44, 5; traduzione di Azelia Arici)
Il passo è comunemente riconosciuto come autentico dagli studiosi, ma non unanimemente.
L'uso del termine 'Cristo' - traduzione dal greco della parola ebraica "Messia" - è da Tacito collegato al nome della nuova religione Sull'attribuzione a Ponzio Pilato della carica di procuratore (e non di prefetto, come appare invece nei Vangeli e in evidenze archeologiche), sono state proposte diverse ipotesi: dalla scelta di utilizzare i termini in uso al tempo in cui Tacito scrisse, alla possibile traduzione di un termine greco; altri storici ritengono semplicemente si sia trattato di un errore, che testimonia come Tacito si limitò a riportare delle informazioni orali, presumibilmente cristiane, senza operare alcuna verifica documentale.
Alcuni studiosi ritengono che Tacito si basi su fonti cristiane, mentre altri, tra cui Karl Adam, ritengono che Tacito, come nemico dei cristiani e storico, abbia investigato sull'esecuzione di Gesù prima di riportarne la notizia.

### Dione Cassio
Dione Cassio (155-dopo il 229) storico e senatore pagano cita i cristiani nella sua Storia romana:
(Cassio Dione, Storia romana, 70, 3)

### Tertulliano e il senatoconsulto del 35
Tertulliano (150-220) fa cenno nell'Apologetico al fatto che l'imperatore Tiberio avrebbe proposto al Senato romano di riconoscere Gesù come dio (i romani spesso incorporavano nel loro pantheon le divinità dei popoli da loro sottomessi).
La proposta fu respinta il che, secondo l'autore, costituì la base giuridica per le successive persecuzioni dei cristiani, seguaci di un "culto illecito".
Un frammento porfiriano (fr. 64 von Harnack, Macario di Magnesia, IV secolo), riporta informazioni dall'opera di Porfirio Contro i cristiani:
(Macario di Magnesia, Apocritico, II,14)
Fonti orientali confermano la notizia di Tertulliano:
(Tertulliano, Apologetico, V,2)
Anche Eusebio di Cesarea fa riferimento al senatoconsulto del tempo di Tiberio (35) che, rifiutando la proposta dell'imperatore di riconoscere il cristianesimo, faceva di questa religione una superstitio illicita, i cui seguaci potevano essere messi a morte come tali. Non tutti gli storici sono concordi nel ritenere attendibile la notizia poiché potrebbe essere stata sia inventata dallo stesso Tertulliano (spesso acceso nel sostenere le proprie tesi, ma con l'attenuante di scrivere oltre 160 anni dopo i presunti fatti, a Cartagine e in un periodo di persecuzioni), sia alterata successivamente. Secondo invece lo storico ebreo Edoardo Volterra, Tertulliano appunto perché cristiano in anni di persecuzioni, non aveva alcun interesse a inventare l'esistenza di un senatoconsulto che aveva dichiarato il cristianesimo una superstitio illicita. Anzi, aveva l'interesse opposto. Proprio l'esistenza di quel senatoconsulto infatti rendeva legali le persecuzioni contro i cristiani.

### Gli scritti dell'imperatore Adriano
Eusebio di Cesarea, nella sua Storia Ecclesiastica, riporta la risposta dell'imperatore Adriano al proconsole della provincia d'Asia Quinto Licinio Silvano Graniano che in una lettera aveva richiesto come comportarsi nei confronti dei cristiani che fossero stati oggetto di delazioni anonime o accuse.
(Eusebio, Hist. Eccl., IV.9, 2-3)
La risposta era indirizzata a Gaio Minucio Fundano, nuovo proconsole d'Asia, che fu in carica dal 122 al 123.
Esiste anche una lettera di Adriano al console Lucio Giulio Urso Serviano del 133 riportata nella Historia Augusta (la cui autenticità è in discussione tutt'oggi poiché l'opera presenta delle incongruenze) di Flavio Vopisco (IV secolo):
(Flavio Vopisco, Historia Augusta, Vita di Saturnino VIII)

### L'imperatore Marco Aurelio inColloqui con sé stesso
Marco Aurelio Antonino, imperatore dal 161 al 180, in un'opera intitolata Colloqui con sé stesso riporta un accenno ai cristiani:
(Marco Aurelio, Colloqui con sé stesso, XI, 3; traduzione di Umberto Moricca)

### Lettera di Publio Lentulo
La lettera di Publio Lentulo è un presunto rapporto di un procuratore romano in Giudea, nel quale egli riferirebbe a Tiberio di Gesù, descrivendone anche l'aspetto fisico. Tutti gli storici concordano però che si tratti di un falso di epoca molto posteriore; Publio Lentulo, a quanto si sa, non è mai esistito.

### Orazione di Frontone
Minucio Felice, nel suo Octavius (II secolo), cita un'Orazione contro i Cristiani di Marco Cornelio Frontone, definendo quest'ultimo "non un teste diretto che arrechi la sua testimonianza, ma solo un declamatore che volle scagliare un'ingiuria", a causa delle sue accuse infamanti verso i cristiani. L'invettiva, che aveva l'obiettivo di aizzare la popolazione contro i seguaci della nuova religione, va infatti probabilmente inserita nel quadro delle persecuzioni contro i cristiani condotte sotto il regno di Marco Aurelio (161-180). Risalgono a quel periodo, in particolare, gli episodi di violenza popolare contro i cristiani di Smirne, Vienne (Vienna) e Lugdunum (Lione). L'orazione può essere ricostruita, a grandi linee, in base alle citazioni.
(Octavius VIII,4-IX,7)

## Testi greci

### Epitteto delleDissertazionidi Arriano
In Dissertazioni del filosofo storico Arriano (95 circa – 175 ca) è riportato uno degli insegnamenti del suo maestro Epitteto, che parlando della morte, indica i "galilei" (intendendo probabilmente i cristiani) come persone che non ne hanno paura.
(Diss. Ab Arriano digestae IV, 6, 6)

### Galeno nellaHistoria anteislamicadi Abulfeda
Abulfeda nella Historia anteislamica riporta un giudizio di Galeno (129 – 216) sui cristiani:
(De sentent. Pol. Plat)
Galeno non ha solo una visione positiva dei cristiani:
Infatti si potrebbero dissuadere prima quelli che provengono da Mosè e Cristo, che non i medici o i filosofi, i quali si sono consumati sui loro principi»
(De differentia pulsuum libri quattuor II, 4 e III, 3)

### Lettera di Mara Bar Sarapion
La lettera di Mara Bar Serapion fu scritta da Mara bar Sarapion, uno stoico siriano che si trovava in una prigione romana, a suo figlio; la lettera è stata variamente datata dal 73 al 260. In questa lettera si tratta dell'uccisione di tre uomini saggi della storia e uno di questi è stato da alcuni identificato con Gesù:

### Luciano di Samosata
Luciano di Samosata (120 circa – 186 ca) riporta il suicidio di Peregrino Proteo facendo vari accenni ai cristiani ed al loro "primo legislatore".
[...] Si sono persuasi infatti quei poveretti di essere affatto immortali e di vivere per l'eternità, per cui disprezzano la morte e i più si consegnano di buon grado. Inoltre il primo legislatore li ha convinti di essere tutti fratelli gli uni degli altri, dopoché abbandonarono gli dei greci, avendo trasgredito tutto in una volta, ed adorano quel medesimo sofista che era stato crocifisso e vivono secondo le sue leggi. Disprezzano dunque ogni bene indiscriminatamente e lo considerano comune, seguendo tali usanze senza alcuna precisa prova. Se dunque viene presso di loro qualche uomo ciarlatano e imbroglione, capace di sfruttare le circostanze, può subito diventare assai ricco, facendosi beffe di quegli uomini sciocchi»
(De morte Per. XI-XIII)

### Celso in "Discorso Veritiero"
Il filosofo Celso, nel II secolo, polemizza contro i cristiani nella sua opera "Discorso Veritiero" (Alethès lógos). Questo scritto ci è pervenuto attraverso il Contra Celsum di Origene, in cui l'autore riporta molti passi per confutarli.
In alcuni dei passi tratta direttamente di Gesù, ad esempio:
(Alethès lógos, I, 28)

## Fonti letterarie indirette
Secondo alcuni studiosi è infine possibile trovare un'eco della storia di Gesù e delle vicende dei primi cristiani anche in alcune opere letterarie, sia in lingua latina che greca. I riferimenti, per quanto ipotetici e indiretti, testimonierebbero come tali vicende fossero al tempo già sufficientemente note da costituire fonte di ispirazione letteraria.

### IlSatyricondi Petronio
Alcuni studiosi hanno ipotizzato, anche se il tema è dibattuto, la presenza di possibili riferimenti ai cristiani e al vangelo di Marco nel Satyricon di Petronio Arbitro (27-66).
Questo passo ha delle somiglianze con il vangelo di Marco:
Un altro passo che potrebbe avere riferimenti evangelici:
(Satyricon LXXIV, 1-4)
Il canto del gallo è visto come un segno di sciagura, contrariamente alla tradizione greca e romana in cui il canto del gallo simboleggia la vittoria ma simile all'episodio del tradimento di Pietro descritto in tutti i quattro vangeli canonici (mostra).
E ancora nella cena di Trimalcione, Eumolpo dice:
(Satyricon CXLI, 2)
e in realtà tutto l'episodio della cena sembra una parodia dell'Ultima Cena di Gesù con gli Apostoli.
Anche il racconto della matrona di Efeso può essere significativo:
(Sat. CXI-CXII)
Questi sono solo alcuni dei parallelismi che sono stati riscontrati, in realtà ne vengono messi in luce molti altri. Già nel 1902 Erwin Preuschen aveva notato queste somiglianze, immaginando però che il Vangelo di Marco potesse essere dipendente da Petronio, tesi oggi scartata dagli studiosi.
La religione giudeo-cristiana non sembra essere ignota anche ad altri scrittori romani del primo secolo, fra cui Virgilio (per Genesi e Isaia) e Lucano (per la parodia della consumazione del corpo di Cristo).

### Apuleio e Le metamorfosi
Nell'opera di Apuleio (125-170), Le metamorfosi, c'è questo passo che alcuni storici hanno ricondotto ad una moglie cristiana:
(Metam. IX, 14)

### Nei romanzi greci antichi:Cherea e Calliroedi Caritone,Abrocome e Anziadi Senofonte Efisio
Il romanzo Le avventure di Cherea e Calliroe scritto da Caritone e datato da Thiede non dopo il 62, poiché l'opera viene citata dallo stoico Aulo Persio Flacco, presenta rimandi alla storia evangelica di Gesù:
- Cherea viene condannato da un governatore e non si difende dalle accuse (come Gesù da Ponzio Pilato)
- morte apparente di Calliroe
- Cherea viene caricato della croce, e sfidato a scendere dalla croce con le stesse espressioni verbali del vangelo
- Cherea va alla tomba di Calliroe all'alba con libagioni, vi si trova la pietra rotolata e smarrimento dei presenti
- Cherea fa entrare prima il padre di Calliroe nella tomba (come Giovanni aveva fatto con Pietro)
- Cherea proclama la divinizzazione e assunzione in cielo della fanciulla
- il riconoscimento finale di Calliroe, tornata in vita, avviene grazie alla voce (come quello di Gesù da parte della Maddalena)[76].

Anche nel romanzo Abrocome e Anzia di Senofonte Efesio (II-III secolo) troviamo possibili rimandi a episodi evangelici, tra i quali:
- la crocifissione di Abrocome
- l'invocazione agli dei di Abrocome crocifisso.